# Јелена Костанић Тошић
Јелена Костанић-Тошић (Сплит, 6. јул 1981) хрватска је тенисерка. Од 1999. такмичи се у професионалном тенису.
Много боље резултате остварује у игри парова. До сада има 8 освојених титула са различитим партнеркама. Најбољи рејтинг каријере јој је 32. место (26. јула 2004) у појединачној и 32 место (4. октобар 2004. у игри парова.
Јелена је била једна од најперспективнијих јуниорки. У том узрасту била је светски број 3 (1997). Освојила је Отворено првенство Аустралије у тенису у појединачној конкуренцији и Вимблдон у игри парова (оба 1998. године). Исте године играла је и полуфинале Ролан Гароса. Истовремено је почела играти и на сениорским турнирима. Прва два, с позивницом, одиграла је 1998. и само у једном изборила друго коло. Следећа година, која се бељежи као почетак њене професионалне каријере, била је доста успешнија. У тој је сезони први пут ушла међу 100 тенисерки на ВТА листи, те је освојила два турнира у игри парова (Бол са Паштиковом и Куала Лумпур са Тина Писник). Нешто слабије игре у појединачној конкуренцији резултовале су само једним четвртфиналом (Бол). Ту је годину завршила као 99. играчица света.
2000. годину отворила је добро. Пробила се у 3. коло Првенства Аустралије, што јој је и данас најбољи гренд слем резултат. У остатку сезоне није пружила добру игру, па годину завршава на 113. месту. Ни следеће године није показала значајнијег напретка. Једини запаженији наступ имала је у Бечу, где је стигла до полуфинала.
У 2002. години, Јелена се вратила победама и нешто константнијој игри. Резултат тога су 2 освојена турнира у паровима (Варшава са Хенријетом Нађовом и Стразбур са Џенифер Хопкинс) и 4 четвртфинала у појединачној конкуренцији. Враћа се међу првих 100 на свету, а годину завршава као 71. играчица света.
У 2003. години играла је своје прво финале у каријери. Није успела освојити титулу у Хелсинкију, иако је водила са 6:4 и 4:2 против израелке Ане Смашнове. Први пласман у 50 најбољих изборила је у 2004.. Те је године играла у полуфиналима Чарслстона и Беча, те у 3. колу Отвореног првенства Америке. Са Клодин Шол је освојила Канбреру у игри парова, а с Бошњакињом Мерваном Југић-Салкић Окланд. 2005. године опет следи пад у њеној каријери. Играла је само полуфинале Будимпеште, а годину је окончала на рубу испадања из првих 100 (99. место).
Своја нова два финала у појединачној конкуренцији изборила је 2006. У Патаји, као и у Бангалореу морала је честитати својим противницима у финалу, и тако одгодити освајање свог првог турнира. Са американком Кинг осваја два турнира у паровима (Токио и Бангкок). Добре игре резултовале су повратком у првих 50. Када се очекивао даљи успон на ВТА листи, Јелена је, као и у дотадашњем делу каријере, показала променљиву. У 2007. није забележила ниједан запаженији успех, па опет годину завршава изван сто најбољих. Тај јој је резултат био једва довољан да директно уђе у главни жреб Првенства Аустралије, који јој је у првом колу доделио каснију победницу, Марију Шарапову.
Године 2007 се удала за хрватског стонотениског репрезентативца Рока Тошића.

## Пласман на ВТА листи на крају сезоне
| Година  | 1996 | 1997 | 1998 | 1999 | 2000 | 2001 | 2002 | 2003 | 2004 | 2005 | 2006 | 2007 | 2008 | 2010 |
| Пласман | 1081 | 396  | 236  | 99   | 113  | 133  | 71   | 67   | 35   | 99   | 47   | 105  | 112  | 816  |

## Резултати

### Победе у финалу појединачно (0)
Ниједна

### Порази у финалу појединачно (3)
|    | Датум    | Име и место турнира                | Кат. | ($)    | Терен        | Противница      | Резултат      |
| -- | -------- | ---------------------------------- | ---- | ------ | ------------ | --------------- | ------------- |
| 1. | 04/08/03 | Nordea Nordic Light Open, Хелсинки | IV   | 140000 | шљака (отв.) | Ана Смашнова    | 4-6, 6-4, 6-0 |
| 2. | 06/02/06 | Патаја опен, Патаја                | IV   | 170000 | тврда (отв.) | Шахар Пер       | 6-3, 6-1      |
| 3. | 13/02/06 | Бангалор опен, Бангалор            | III  | 175000 | тврда (отв.) | Мара Сантанђело | 3-6, 7-6, 6-3 |

1. ↑  За сваки турнир као датум је уписан први дан турнира, обично (понедељак).

### Победе у финалу игре парова
| Бр. | Датум    | Турнир                                 | Катего- рија | Наградни фонд $ | Подлога      | Партнерка          | Противници                          | Резултат       |
| --- | -------- | -------------------------------------- | ------------ | --------------- | ------------ | ------------------ | ----------------------------------- | -------------- |
| 1.  | 26/04/99 | Croatian Bol Ladies Open, Бол          | IVa          | 142500          | шљака (отв.) | Михаела Паштрикова | Меган Шонеси Андреа Ванк            | 7-5, 6-7, 6-2  |
| 2   | 08/11/99 | Wismilak Int’l, Куала Лумпур           | III          | 180000          | тврда (отв.) | Тина Писник        | Rika Hiraki Yuka Yoshida            | 3-6, 6-2, 6-4  |
| 3.  | 06/05/02 | Куп Варшаве, Варшава                   | III          | 170000          | шљака (отв.) | Хенријета Нађова   | Е. Куликовстаја Силвија Талаја      | 6-1, 6-1       |
| 4   | 20/05/02 | Internationaux de Strasbourg, Стразбур | III          | 170000          | шљака (отв.) | Џенифер Хопкинс    | Каролина Денин Маја Матевжоч        | 0-6, 6-4, 6-4  |
| 5   | 05/01/04 | АСБ класик Окланд, Окланд              | IV           | 140000          | тврда (отв.) | Мервана Југић      | Вирхинија Пасквал Паола Суарез      | 7-6, 3-6, 6-1  |
| 6.  | 12/01/04 | Канбера класик, Канбера                | V            | 110000          | тврда (отв.) | Клодин Шол         | Каролин Денин Lisa McShea           | 6-4, 7-6       |
| 7.  | 02/10/06 | AIG Japan Open, Токио                  | III          | 175000          | тврда (отв.) | Ванја Кинг         | Yung-Jan Chan Chia-Jung Chuang      | 7-6, 5-7, 6-2  |
| 8   | 09/10/06 | Тајланд опен, Бангкок                  | III          | 200000          | тврда (отв.) | Ванја Кинг         | Маријана Дијаз Олива Натали Грандин | 7-5, 2-6, 7-5] |

### Порази у финалу у игри парова (8)
| Бр. | Датум    | Турнир                                          | Катего- рија | Наградни фонд $ | Подлога      | Противници                       | Партнерка          | Резултат      |
| 1   | 17/04/00 | Westel 900 Budapest Open, Будимпешта            | IVb          | 110000          | шљака (отв.) | Lubomira Bacheva Кристина Торенс | Сандра Наћук       | 6-0, 6-2      |
| 2   | 19/05/03 | Internationaux de Strasbourg, Стразбур          | III          | 170000          | шљака (отв.) | Sonya Jeyaseelan Маја Матевжич   | Лора Гренвил       | 6-4, 6-4      |
| 3   | 14/06/04 | Ordina Open, ‘s-Hertogenbosch                   | III          | 170000          | трава (отв.) | Lisa McShea Milagros Sequera     | Клодин Шол         | 7-6, 6-3      |
| 4   | 09/05/05 | Праг опен, Праг                                 | IV           | 140000          | шљака (отв.) | Емил Лоа Никол Прат              | Барбора Стрицова   | 6-7, 6-4, 6-4 |
| 5   | 19/09/05 | Банка Копер Словенија опен, Порторож            | IV           | 140000          | тврда (отв.) | Анабел Гаригес Роберта Винчи     | Катарина Среботник | 6-4, 5-7, 6-2 |
| 6   | 09/01/06 | Мурила Хобарт интернашонал, Хобарт              | IV           | 145000          | тврда (отв.) | Емил Лоа Никол Прат              | Џил Крејбас        | 6-2, 6-1      |
| 7   | 25/09/06 | Guangzhou International Women’s Open, Guangzhou | III          | 175000          | тврда (отв.) | Ли Тинг Тијентијен Сун           | Ванја Кинг         | 6-4, 2-6, 7-5 |
| 8   | 18/02/08 | Copa Colsanitas, Богота                         | III          | 185000          | Terre (ext.) | Ивета Бенешова Бетани Матек      | Мартина Милер      | 6-3, 6-3      |